# Прохорчук, Егор Борисович
Егор Борисович Прохорчук (род. 16 июня 1971 года) — российский учёный, специалист в области медицинской геномики, член-корреспондент РАН (2022).

## Биография
Родился 16 июня 1971 года в Москве.
В 1993 году с отличием окончил факультет физико-химической биологии Московского физико-технического института, специальность «прикладная математика и физика».
В 1996 году защитил кандидатскую диссертацию, в 2011 году — докторскую на тему «Метил-ДНК связывающие белки с доменами „цинковые пальцы“: молекулярно-генетическая характеристика и анализ биологических функций методами нокаута».
С 1996 по 2004 годы работал научным сотрудником в Институте биологии гена РАН.
С января 2005 года работает в Центре «Биоинженерия» РАН (с 2015 год ФИЦ «Фундаментальные основы биотехнологий» РАН), в настоящее время — руководитель лаборатории геномики и эпигеномики позвоночных, главный научный сотрудник.
С августа 2008 по декабрь 2013 года работал по совместительству начальником лаборатории геномики (руководители направления — академик Скрябин К. Г. и член-корреспондент Ковальчук М. В.) в Курчатовском институте.
С сентября 2010 года по н. в. работает по совместительству в должности профессора на кафедре биотехнологии биологического факультета МГУ.
С мая 2019 года по н. в. работает по совместительству в должности декана медико-биологического факультета РНИМУ имени Н. И. Пирогова.
В 2022 году избран членом-корреспондентом РАН по Отделению медицинских наук.
Научная работа за границей
- в лаборатории профессора Луканидина Е. М. в Датском раковом обществе (Копенгаген, Дания) с мая по декабрь 1994 года;
- в лаборатории международного центра по генетической инженерии и биотехнологии с января по август 1998 года;
- по стипендии EMBO в лаборатории профессора Эдриана Бёрда (Adrian Bird) в Эдинбургском университете (Эдинбург, Великобритания) с 1999 по 2003 годы.

## Научная деятельность
Специалист в области медицинской геномики.
Член редакционной коллегии журнала «Российская Арктика».

## Награды
- лауреат премии Academia Europea (1999)